# Nema predaje
Nema predaje osamnaesti je studijski album Parnog valjka. „Nema predaje” je prvi dupli studijski album „Parnog valjka” i kombinacija je pjesama s prethodnog albuma „Stvarno nestvarno”, kojima je dodano pet potpuno novih. Ukupno – 12 studijskih i 6 live pjesme – snimljene na koncertima u zagrebačkoj „Areni” (11.11.2011.) i beogradskom „Sava centru” (ožujak 2012.). Tu je i DVD pod nazivom „Iz rupe bez šminke”, koji nudi bend na dlanu – s proba i priprema pred snimanja i nastupe.

## Popis pjesama

### Nema predaje
| Br. | Skladba                                 | Trajanje |
| --- | --------------------------------------- | -------- |
| 1.  | »Samo da znaš« (prethodno neobjavljena) | 3:42     |
| 2.  | »Nema predaje« (prethodno neobjavljena) | 4:23     |
| 3.  | »Istina«                                | 3:55     |
| 4.  | »Kralj iluzija«                         | 4:54     |
| 5.  | »Stvarno nestvarno«                     | 3:41     |
| 6.  | »Vjeruj« (nova snimka)                  | 4:47     |
| 7.  | »Aleluja (Ja još vjerujem u nas)«       | 4:15     |
| 8.  | »Jedino ti« (prethodno neobjavljena)    | 5:21     |
| 9.  | »Tanki živci« (prethodno neobjavljena)  | 5:25     |
| 10. | »Zona sumraka« (prethodno neobjavljena) | 3:54     |

### Bonus CD
| Br. | Skladba                                     | Trajanje |
| --- | ------------------------------------------- | -------- |
| 1.  | »Istina« (live Arena Zagreb)                | 4:09     |
| 2.  | »Svijet je danas lud« (live Arena Zagreb)   | 4:22     |
| 3.  | »Nemirno more« (live Arena Zagreb)          | 5:33     |
| 4.  | »Prokleta nedjelja« (live Sava Centar BG)   | 4:14     |
| 5.  | »700 milja (od kuće)« (live Sava Centar BG) | 4:08     |
| 6.  | »Ugasi me« (live Sava Centar BG)            | 3:31     |
| 7.  | »Nakon svih godina«                         | 4:50     |
| 8.  | »Za sve sam kriv što nisam«                 | 3:28     |

### DVD iz Rupe “Bez Šminke”
| Br. | Skladba               | Trajanje |
| --- | --------------------- | -------- |
| 1.  | »Nema predaje«        | 4:49     |
| 2.  | »Tanki živci«         | 5:26     |
| 3.  | »Zona sumraka«        | 3:49     |
| 4.  | »Kralj iluzija«       | 4:55     |
| 5.  | »700 milja (od kuće)« | 4:15     |
| 6.  | »Ugasi me«            | 3:15     |
| 7.  | »Samo da znaš«        | 3:53     |

## Impresum
- Vokal - Aki Rahimovski
- Gitare, vokal - Marijan Brkić Brk
- Klavijature - Berislav Blažević Bero
- Bas gitara, vokal - Zorislav Preksavec Preksi
- Bubnjevi - Dado Marinković
- Gitare, vokal - Husein Hasanefendić Hus
- Prateći vokal - Tina Kresnik
- Bubnjevi na 3-7 i bonus disk 8 - Damir Šomen

- Izvršni producent - Darko Hlupić
- Fotografije - Brian Rasić
- Dizajn - Ana Nikolić Baće

## Vanjske poveznice
- Nema predaje na službenoj stranici sastava
- Nema predaje na stranici Discogs.com